# Alvorninha
Alvorninha é uma povoação portuguesa sede da Freguesia de Alvorninha do Município de Caldas da Rainha e situada na região Oeste do país, freguesia com 37,6 km² de área e 2646 habitantes (censo de 2021). A sua densidade populacional é 70,4 hab./km².
Foi sede de concelho desde 1210 até 1836. Este era constituído pelas freguesias da sede e de Vidais. Em 1801, tinha 2 354 habitantes.
O falecido Patriarca de Lisboa emérito, D. José Policarpo, era natural do Pégo que é uma aldeia da freguesia de Alvorninha do distrito de Leiria.

## Demografia
A população registada nos censos foi:
| Distribuição da População por Grupos Etários | Distribuição da População por Grupos Etários | Distribuição da População por Grupos Etários | Distribuição da População por Grupos Etários | Distribuição da População por Grupos Etários |
| -------------------------------------------- | -------------------------------------------- | -------------------------------------------- | -------------------------------------------- | -------------------------------------------- |
| Ano                                          | 0-14 Anos                                    | 15-24 Anos                                   | 25-64 Anos                                   | > 65 Anos                                    |
| 2001                                         | 447                                          | 433                                          | 1557                                         | 686                                          |
| 2011                                         | 428                                          | 299                                          | 1504                                         | 756                                          |
| 2021                                         | 260                                          | 275                                          | 1283                                         | 828                                          |

Situada a 11 km da cidade das Caldas da Rainha, Alvorninha é uma freguesia rural com meia centena de povoações dispersas por um cenário tipicamente agrícola, a atividade económica que ainda continua a ser a mais relevante para os cerca de quatro mil habitantes. 
Foi aqui que foi fundada a primeira escola agrícola do País e muita da vivência da freguesia assenta num espírito comunitário construído ao longo de séculos em torno das aldeias, sendo disso exemplo as vinte coletividades existentes, para além de dois ranchos folclóricos que recordam a etnografia de outros tempos. 
O moinho das Boisias, recuperado em 2018 para dar a conhecer os processos usados na moagem de trigo e milho e produção de farinha. Com uma torre em madeira, é uma referência da moinhologia nacional. 

## Igreja Matriz
A Igreja Matriz de Alvorninha, dedicada a Nossa Senhora da Visitação, do século XVI, tem um portal manuelino ornamentado com motivos vegetais e encimado por uma esfera armilar. Na escadaria pode observar-se um painel de azulejos que representa a visita de D. Afonso Henriques a Alvorninha.